# Universidad Gerardo Barrios
L'Universidad Gerardo Barrios est une université salvadorienne de la ville de Ciudad Barrios. L'université porte le nom du président du Salvador de 1859 à 1863.
Son équipe de football participe à de nombreuses reprises au championnat du Salvador, se classant deuxième du championnat en 1966. 